# Federico Díez de Medina
Federico Díez de Medina de los Ríos (La Paz, Bolivia; 1839-La Paz, Bolivia; 13 de junio de 1904) fue un diplomático internacionalista, político y escritor boliviano. Fue también ministro de relaciones exteriores de Bolivia desde 14 de diciembre de 1900 hasta el 29 de abril de 1902; durante el gobierno del presidente José Manuel Pando. Cabe mencionar que Federico Díez de Medina es considerado uno de los primeros tratadistas de Bolivia y de América en materia de Derecho Internacional.

## Biografía
Federico Díez de Medina nació en la ciudad de La Paz el año 1839. Fue hijo de Manuel Díez de Medina y de Juliana de Los Ríos y León de La Barra.
Desde 1850 estudió en un liceo de la ciudad de La Paz hasta su bachillerato en 1860. Durante su niñez, Díez de Medina fue un muchacho débil y enfermizo, por esa timidez siempre fue a menudo objeto de burlas por parte de sus compañeros. Pero sobresalió en la lectura, donde despierta su vocación jurídico literario.
Al terminar los estudios secundarios, decidió continuar con sus estudios superiores, ingresando a la facultad de derecho de la Universidad Mayor de San Andrés (UMSA) graduándose años después como abogado el 7 de septiembre de 1864. Al poco tiempo de graduarse como abogado, se casó con Leticia Lertora con quien tuvo tres hijos: Federico Díez de Medina Lertora, Alberto Díez de Medina Lertora y Eduardo Díez de Medina Lertora.

## Vida laboral
Durante su vida laboral, Federico se desempeñó como docente universitario del cuarto año de derecho en los temas de derecho internacional en la facultad de derecho de la universidad. 
Fue también presidente del concejo municipal de la ciudad de La Paz. Ocupó el cargo de Prefecto y Comandante del departamento de La Paz; fiscal de distrito y presidente el Tribunal de Partido. Fue también vocal del Consejo Consultivo de Relaciones Exteriores presidente de la convención y miembro activo en el Congreso Nacional como diputado. Mientras se encontraba como vice-Cancelario y después como Cancelario condujo por un tiempo la Universidad Mayor de San Andrés de La Paz.
Díez de medina fue diputado de Bolivia en dos ocasiones, la primera desde 1870 hasta 1878 y la segunda desde 1881 hasta 1899. El año 1897, Díez de Medina fue nombrado Prefecto del departamento de La Paz. En 1900 fue también senador de Bolivia por el departamento de La Paz. 
Cabe mencionar que Federico Díez de Medina asistió como diputado a la promulgación de la Constitución Política del Estado de 1878, durante el gobierno del presidente Hilarión Daza. Fue también fundador del periódico "La Democracia", periódico donde escribiría sus pensamientos y puntos de vista de la política boliviana durante mucho tiempo.

## Expediciones diplomáticas
A fines del año 1894 y por órdenes del presidente Mariano Baptista Caserta, una Delegación boliviana partió de viaje desde la ciudad de La Paz con destino al Perú y a Brasil. Esta delegación diplomática estaría a la cabeza de Federico Díez de Medina. El viaje al Brasil lo hizo por vía marítima, en donde navegó por los ríos de la amazonia. Años después, Federico relataría ampliamente el sufrimiento que pasó la expedición boliviana, primeramente por la picaduras y molestias constantes de los mosquitos, en donde se vieron obligados a arrojarse en varias ocasiones a ríos caudalosos para evitar de esa manera las picaduras, y segundo se refiere a los intransitables caminos de Bolivia a principios del siglo XX, convirtiéndose esta expedición en una ruda prueba para los diplomáticos bolivianos. Durante su viaje a Brasil, Federico cuenta su experiencia:
Cuando más recorremos las porciones históricas de éste pequeño y curioso mundo, nos convencemos más de la eterna repetición de las cosas y observamos que los pueblos se prestan unos a otros los usos y modalidades, y que nada verdaderamente existe de único y de original.

## Guerra federal de 1899
Después de haber estado por poco tiempo en la ciudad de Río de Janeiro, retornó a Bolivia, donde prácticamente se había agravado la disputa por el poder entre los liberales del Partido Liberal de Bolivia y los conservadores del Partido Conservador de Bolivia.
Una vez llegado a Bolivia, Díez de Medina se reincorporó nuevamente a su actividad parlamentaria para asistir a la Asamblea Constituyente de 1899. Federico fue partidario del federalismo pero con objetivo unitario, alegando la importancia de la administración del país, por una clase social insurgente, base del equilibrio más adecuado para promover la prosperidad general. Fue contrario al proyecto de la Ley de Radicatoria. Cabe mencionar que Díez de Medina fue fiel partidario e importante personaje político del Partido Liberal de Bolivia, inclusive participó en la guerra federal de 1899.
Una vez terminada la contienda bélica, Federico Díez de Medina se referiría pronunciando el siguiente discurso: 

"Más, tan luego como se pronuncia la victoria, tan luego como principia a disiparse el humo del combate, fraternidad: ya no se ve sino hermano. Las leyes de la guerra y preceptos del derecho de las naciones, que durante la lucha fueron fielmente cumplidos, dejando el paso a otra idea más alta y generosa, ya no hay vencedor; no hay prisioneros, no hay sino hermanos"
Federico Díez de Medina en la Convencion nacional de (octubre de 1899).

En 1899, el presidente de Bolivia Severo Fernández Alonso, reconociendo la experiencia que Federico Díez de Medina tenía en el ámbito de la diplomacia, le ofreció el cargo de ministro de Relaciones Exteriores de Bolivia, pero Díez de Medina rechazo inmediatamente el ofrecimiento ya que sus pensamientos e ideologías políticas no coincidían con las ideologías del Partido Conservador del presidente sino más bien con las del Partido Liberal de Boivia.

## Canciller de Bolivia
Pasada la guerra federal, el gobierno liberal del presidente José Manuel Pando nombró ministro de Asuntos Exteriores de Bolivia a Federico Díez de Medina (canciller) por decreto supremo del 14 de diciembre de 1900.
Durante su gestión como ministro, Díez de Medina refrendó el "tratado de extradición" que se había firmado entre los Estados Unidos y Bolivia el 21 de abril de 1900. Ratificó el "ACUERDO AL ACTA DE CANJE" el 23 de diciembre de 1901. Celebró también el "TRATADO DE ARBITRAJE GENERAL" entre Bolivia y Perú del 2 de noviembre de 1901, denominado Díez de Medina-Osma. 
En cuanto a las relaciones que tuvo Bolivia con Italia, estando de Plenipotenciario el Dr. Pedro García en Lima-Perú, se celebró el tratado de amistad y extradición el 8 de octubre de 1900. El canciller Díez de Medina refrendó y lo ratificó el 7 de enero de 1901 la convención de encomiendas postaales entre Bolivia y Estados Unidos, firmado el 24 de abril de 1900, Villazón-Bridgman.
Cabe mencionar que durante su gestión, el Perú presentó reclamos ante el Gobierno de Bolivia por concesiones otorgadas por él en el Madre de Dios, por el envío de tropas al Acre y por las concesiones a la "The Bolivian Syndicate" (constituíada por capitales norteamericanos, ingleses y alemanes) en el Acre. El Perú alegaba su soberanía y su dominio en esa extensión. A su vez, el Gobierno de Bolivia objetó, por iguales razones, el establecimiento de una comisaría peruana en Tambopata y pidió su retiro, a lo que no accedió el Perú, por considerarse con derecho a ella en virtud del statu-quo del año 1873.
Es entonces que dado este conflicto, el Gobierno del Perú propuso al gobierno de Bolivia, poner en arbitraje el territorio disputado, lo cual Bolivia se mostró satisfecha también. Se suscribió un tratado de arbitraje general el 21 de septiembre de 1901 entre el canciller Federico Díez de Medina y el ministro plenipotenciario del Perú, Felipe de Osma.
Cabe resaltar que durante los primeros años del liberalismo, se mantuvo una cierta continuidad de la política exterior del partido conservador. Se continuó las negociaciones de límites con el Perú. El 23 de septiembre de 1902, se firmó un acuerdo para la demarcación de límites fronterizos terrestre con el Perú, en donde mencionaba la participación de una comisión mixta de ambos países, la cual debiera de estudiar, demarcar y mejorar la línea divisoria en la zona.  Se firmó también un segundo acuerdo el 30 de diciembre de 1902 dentro del marco del convenio firmado el 21 de septiembre de 1901. Este segundo acuerdo se refería a los límites en la zona fluvial, excluyendo expresamente los límites terrestres del primer acuerdo firmado el 23 de septiembre de 1902.
Después de solucionar algunos límites fronterizos y lograr convenios con Perú, Federico Díez de Medina renunció al cargo de ministro de relaciones exteriores de Bolivia el 29 de abril de 1902, para luego volver al cargo de senador en la cámara de senadores, donde presidió también dicha cámara.
En abril de 1904, el presidente José Manuel Pando le ofreció el cargo de ministro de gobierno y fomento de Bolivia pero Federico rechazo tal cargo por motivos de salud.
Federico Díez de Medina falleció en la ciudad de La Paz el 13 de junio de 1904 a los 65 años de edad.

## Publicaciones
Durante el año 1904, Díez de Medina escribió artículos sobre la guerra, negociaciones y delimitaciones limítrofes del Acre en el periódico "El Diario" de la ciudad de La Paz.
Publicó también los siguientes libros:
- "Derecho Público Político"
- "Nociones de Derecho Internacional de Montevideo"
- "Derecho Internacional Privado"
- "El Principio Federal"
- "Las Minorías en Bolivia".
- "El Sistema Electoral"
- "Límites de Bolivia con la República Argentina"
- "Informe a los Capitalistas Extranjeros"
- "Observaciones a los Tratados sancionados por el Congreso Internacional Sudamericano".
- "El Ultimo Uti Posidettis de 1810".
- "Derecho Internacional Moderno" (cuatro ediciones en Europa)

## Personalidad
Cabe mencionar que Federico Díez de Medina poseía de una espléndida biblioteca que contenía importantes documentos de la historia de la fundación de Bolivia y de sus antepasados, pero lamentablemente, debido a un incendio ocurrido en su domicilio de la calle Mercado, el 19 de octubre de 1877, el fuego quemó todos los documentos hasta extinguirlos completamente.
En su personalidad, Díez de Medina se obsesionó con la utopía y las costumbres franceses, que siempre soñaba pertenecer a los sabios de La Sorbona de París. Fue un notable paceño, tratadista y maestro en derecho Internacional. Cabe destacar también que Federico Díez de Medina no fue pensador y su erudición filosófica era muy modesta de modo que estas reflexiones le condujeron a un ensimismamiento acabando en un misticismo católico y moral con la cual se distingue con la mayoría de sus contemporáneos. Sus conferencias y publicaciones como abogado internacionalista merecieron elogios y altos juicios de la crítica europea y americana. 